# Штайнігтвольмсдорф
Штайнігтвольмсдорф (нім. Steinigtwolmsdorf) або Вовбрамиці (в.-луж. Wołbramecy) — громада в Німеччині, розташована в землі Саксонія. Входить до складу району Бауцен.
Площа — 18,03 км2. Населення становить 2801 ос. (станом на 31 грудня 2020).

## Адміністративний поділ
Комуна підрозділяється на 3 сільські округи.

## Галерея

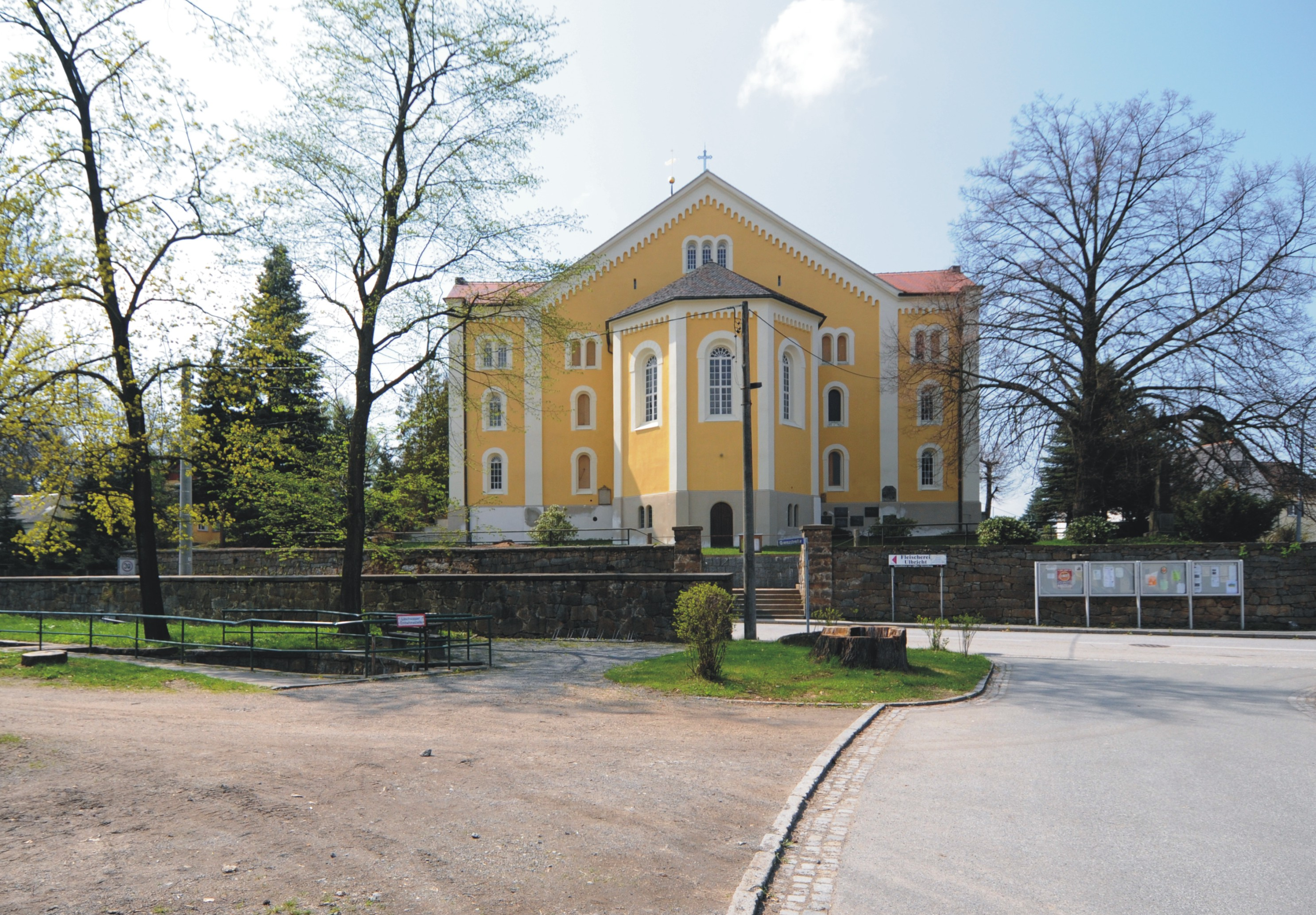
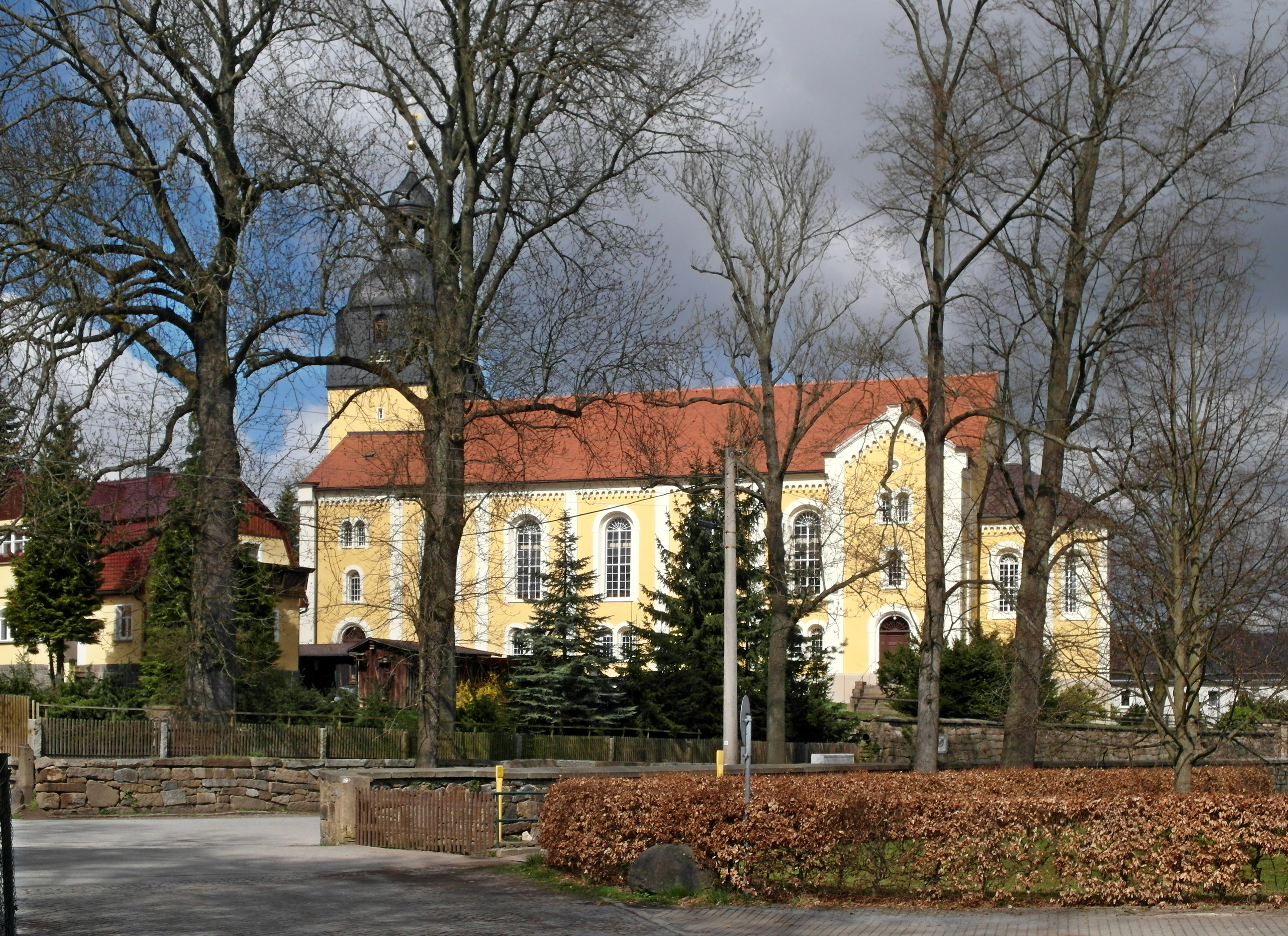
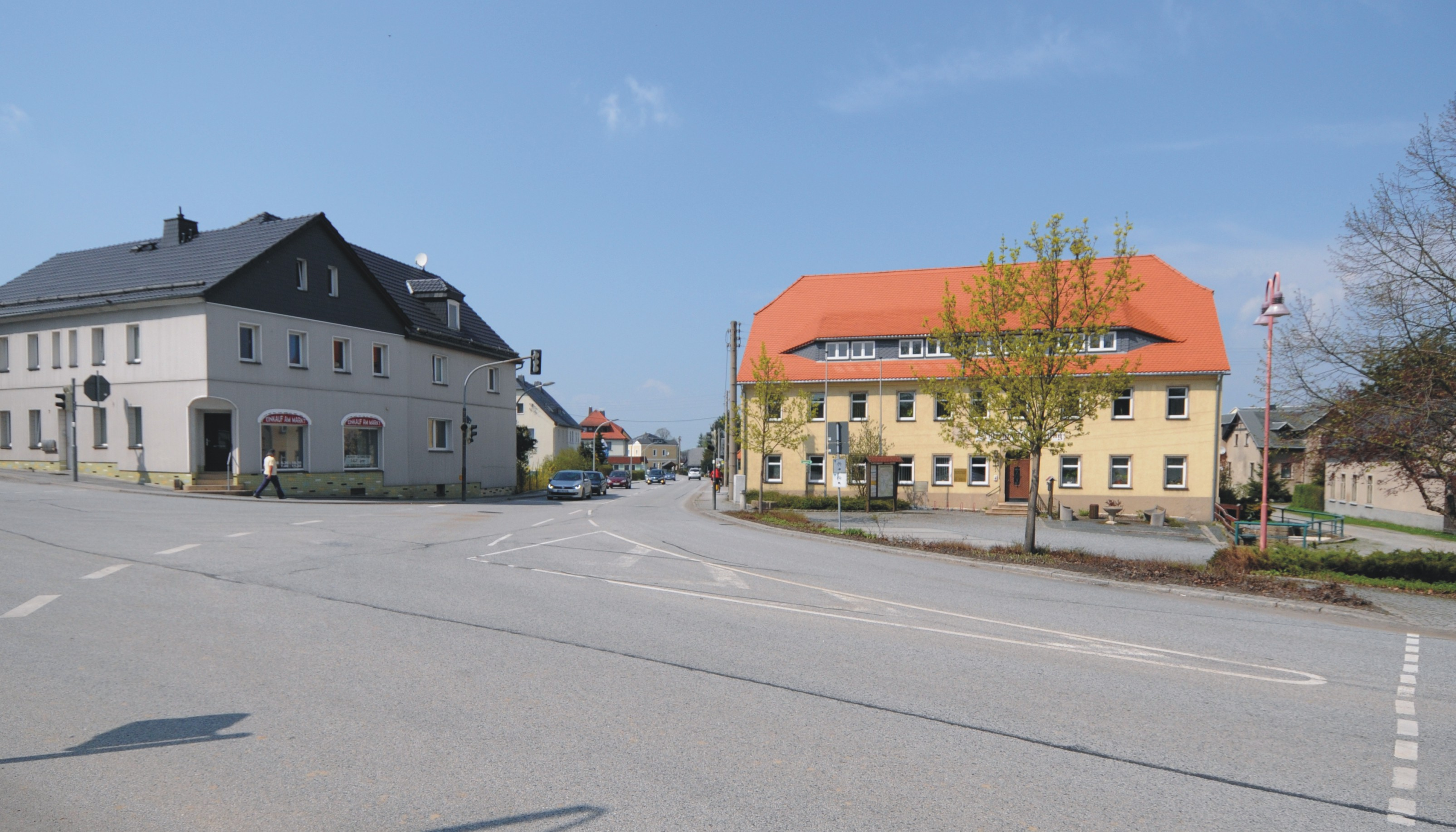